# فلاورز بی، استرالیای جنوبی
فلاورز بی (به انگلیسی: Fowlers Bay) یک شهرک در استرالیا است که در استرالیای جنوبی واقع شده‌است.